# La Mata (Sora)
La Mata és una masia de Sora (Osona) inclosa a l'Inventari del Patrimoni Arquitectònic de Catalunya.

## Descripció
Casa construïda a partir d'un cos de planta rectangular amb els murs de pedres irregulars i morter. El teulat és a doble vessant i a ponent de la qual hi ha adossat un cos de dos porxos superposats. Al voltant de la casa encara es conserven algunes construccions annexes enderrocades que havien estat pallisses o corts. Actualment és habitada sols els caps de setmana. El seu estat de conservació és força deficient.

## Història
Pertanyent al que fou contrada del Pi del terme de Sora el mas Mata apareix esmentat en un documentat de plet que tingueren els homes de Pi, que es deien súbdits de la Cambreria del monestir de Sant Joan de les Abadesses, contra els frares hospitalers, nous senyors de Duocastella. En la concòrdia que tingué lloc el 1239 consten els masos Casarramona, Tosells Bussoms, Pujol, Domènch, Coll, Soler Mata, Sa Era, Roca, Gilbert i Pi.